# Изложба „Цртежи и ситна пластика” (1970)
Изложба „Цртежи и ситна пластика” се одржала у периоду од 30. септембра до 9. октобра 1970. године у Уметничком павиљону „Цвијета Зузорић”, некадашњи Мали Калемегдан, у Београду.

## Уметнички савет
Избор радова за изложбу је обавио Уметнички савет Удружења ликовних уметника Србије:
- Сликарска секција
  - Властимир Дискић
  - Светозар Ђорђевић
  - Мома Марковић
  - Бранко Протић
  - Војислав Тодоровић
- Вајарска секција
  - Миодраг Поповић
  - Никола Јанковић
  - Момчило Крковић

## Излагачи
1. Момчило Антоновић
2. Милош Бајић
3. Милан Бесарабић
4. Павле Блесић
5. Коста Богдановић
6. Славољуб Богојевић
7. Боса Валић Јованчић
8. Милун Видић
9. Душко Вијатов
10. Мемнуна Вила Богданић
11. Бошко Вукашиновић
12. Ратко Вулановић
13. Ангелина Гаталица
14. Радмила Граовац
15. Оливера Грбић
16. Милица Динић
17. Емир Драгуљ
18. Марио Ђиковић
19. Милан Ђокић
20. Светлана Ђорђевић
21. Светозар Ђорђевић
22. Јован Живковић
23. Милан Жунић
24. Јован Зец
25. Слободан Иванковић
26. Ксенија Илијевић
27. Љубодраг Јале Јанковић
28. Никола Јанковић
29. Олга Јеврић
30. Божидар Ковачевић
31. Боривоје Којић
32. Стеван Кнежевић
33. Анастасија Краљић
34. Драгомир Лазаревић
35. Радмила Лазаревић
36. Љубодраг Пенкин Маринковић
37. Мома Марковић
38. Вукосава Мијатовић
39. Радослав Миленковић
40. Душан Миловановић
41. Живорад Михаиловић
42. Раденко Мишевић
43. Душан Мишковић
44. Миша Младеновић
45. Драгиша Обрадовић
46. Зорка Одаловић
47. Миливој Олујић
48. Бранко Омчикус
49. Ружица Беба Павловић
50. Пепа Пашћан
51. Славка Петровић Средовић
52. Данкица Петровска
53. Божидар Продановић
54. Славољуб Радојчић
55. Владимир Рашић
56. Милорад Раша Рашић
57. Екатерина Ристивојев
58. Ратимир Руварац
59. Младен Србиновић
60. Милица Стевановић
61. Миодраг Стојановић
62. Трајко Стојановић
63. Милорад Ступовски
64. Љубица Тапавички
65. Емра Тахир
66. Владислав Шиља Тодоровић
67. Стојан Трумић
68. Лепосава Туфегџић
69. Хилмија Ћатовић
70. Петар Ћурчић
71. Јосиф Хрдличка
72. Ђорђије Црнчевић
73. Милан Четник
74. Златана Чок
75. Томислав Шебековић
76. Мирјана Шипош
77. Јелисавета Поповић Шобер